# Stjepan I., burgundski grof
Stjepan I. (1065. – 17. svibnja 1102.) bio je burgundski grof, kao i grof Mâcona.
Pripadnik moćne obitelji, Stjepan je bio sin grofa Vilima I. i gospe Étiennette. Stjepanov je mlađi brat bio papa. Stjepan je naslijedio svog starijeg brata.
Djeca Stjepana I. i Beatricije Lorenske:
- Izabela
- Renaud III., burgundski grof
- Vilim III., grof Mâcona
- Klemencija (Margareta)